# Bitwa pod Sasireti
Bitwa pod Sasireti (gruz. სასირეთის ბრძოლა) miała miejsce w 1042 roku pod miejscowością Sasireti w dzisiejszej Wewnętrznej Kartlii, niedaleko od miasta Kaspi, podczas gruzińskiej wojny domowej. Zakończyła się pokonaniem armii Bagrata IV przez księcia Kldekari Liparita IV.

## Tło
Spór pomiędzy Bagratem IV a Liparitem IV rozpoczął się podczas kampanii Liparita przeciwko Emiratowi Tbilisi (1037-1040). Król jednak, za radą przeciwników księcia Kldekari, ustanowił pokój z emirem Ali ibn-Dżafarem w 1040. W odwecie, Liparit wywołał powstanie i próbował przywrócić na tron Gruzji Demetriusza, Jednakże nie odnosił sukcesów i zakończył działania wojenne uzyskując tytuł wielkiego księcia Kartlii, ale oddając swojego syna jako zakładnika. Wkrótce Liparit rozpętał kolejne powstanie. Przy pomocy Imperium Bizantyjskiego i kachetyjskiej armii, uwolnił syna i ponownie próbował doprowadzić do koronacji Demetriusza na króla. Niedługo później Demetriusz zmarł.

## Bitwa
Armia królewska dowodzona przez Bagrata IV została wsparta przez Waregów na czele z Ingvarem Obieżyświatem. Według gruzińskiej kroniki, wylądowali niedaleko rzeki Rioni.
Decydująca bitwa pomiędzy armią królewską i powstańczą rozegrała się blisko wioski Sasireti we wschodniej Gruzji, wiosną 1042 roku. Wikingowie przypuścili atak zanim król zdołał skonsolidować swoje wojska, co zmusiło go do uczestnictwa w bitwie bez strategii. W zaciętej walce, armia króla została pokonana i zmuszona do ucieczki na zachód. Ingvar i wielu wikingów zostało pojmanych, lecz później Liparit ich uwolnił. Przywódca powstania postanowił zakąć kluczową fortecę Ardanuç, tym samym zostając władcą wschodniej i południowej części Gruzji. Po pokonaniu, Bagrat IV nie był w stanie odbydować swojego autorytetu w królestwie do 1059, zmuszając zdrajcę do wygnania go do Konstantynopola.